# Сухарь (техника)
Суха́рь — вспомогательная фиксирующая деталь в сопряжённых узлах механизмов и машин, предохраняющая сопряжённые узлы от относительного смещения. Сухари являются сборочными единицами в виде брусков, дисков или стержней, могут иметь отверстия и другие конструктивные элементы, сопряжённые с предохраняемыми деталями.

## Конструкция
Известное применение сухарей — фиксация клапанов газораспределительного механизма двигателей внутреннего сгорания.
Внешняя поверхность сухарей в клапанном узле газораспределительного механизма коническая и воспринимает осевое усилие от клапанной пружины. Возникает прижимная сила. Поэтому сухари прочно удерживаются в зацеплении с кольцевым пазом. Существуют несколько видов сухарей в ГБЦ: с подвижным соединением, когда клапан проворачивается внутри сухаря, и неподвижным соединением, где клапан неподвижно соединён с тарелкой и сухарем.

## Материалы и технология изготовления
Материалом сухарей служат среднеуглеродистые или легированные стали. Сухари получают токарной обработкой как целое с последующим разрезанием. В настоящее время внедрена высокопроизводительная технология точной штамповки.

## Обслуживание и ремонт
Разборка клапанов ГРМ требует демонтажа сухарей, эта операция получила название рассухаривание. Она может выполняться специальным съёмником (рассухаривателем).